# アミファ
株式会社アミファ（英: Amifa Co.,Ltd.）は、東京都港区北青山に本社を置き、電子商取引を中心としたプリザーブドフラワー花材関連事業を行う企業である。
主に主に中国、東南アジア、南米から適材適所の部品/原材料/材料を直貿調達しマテリアル事業・プライベートブランド事業・ナショナルブランド事業を展開し、花材、花器、資材を中心に約300種類の自社ブランド品を常に揃え、年間20,000,000個以上の販売実績がある日本のプリザーブドフラワー関連のトップ企業である。

## 沿革
- 1973年10月20日 - 東京都台東区にて、株式会社フジ産業として設立[1]。
- 2000年4月28日 - 株式会社アミファ（初代）を設立登記。100％出資子会社として、フジ産業のリテール部門を分離独立させる。個人需要のニーズ開拓への注力を加速。
- 2001年9月16日 - 楽天市場に出店。ワンコインラッピンググッズを主体として販売。
- 2007年5月 - 「包装用リボン」の製法特許取得　（特許第3952235号）
- 2007年6月 - 東京都千代田区三番町へ本社移転。「千鳥ヶ淵Gallery」を併設し、商品の使用方法やアイデアの提案活動を行います。
- 2009年2月 - 親会社フジ産業株式会社が経済産業省「中小企業IT経営力大賞」認定企業に選出される。[2]
- 2013年6月 - 東京都港区北青山へ本社移転。ギャラリースペースを約2倍に拡張。
- 2014年10月 - フジ産業が、アミファ（初代）を吸収合併。同時にフジ産業の商号を株式会社アミファ（2代）へ変更[1]。
- 2019年9月 - 東京証券取引所ジャスダック市場に上場。